# Kanton Les Ulis
Der Kanton Les Ulis ist seit 1985 ein französischer Wahlkreis im Arrondissement Palaiseau, im Département Essonne und in der Region Île-de-France; sein Hauptort ist Les Ulis. Vertreter im Generalrat des Départements sind seit 2021 Latifa Naji und Olivier Thomas (DVG). Der Kanton wurde 1985 gegründet.

## Gemeinden
Der Kanton besteht aus sieben Gemeinden mit insgesamt 54.656 Einwohnern (Stand: 1. Januar 2022) auf einer Gesamtfläche von 51,11 km²:
| Gemeinde                 | Einwohner 1. Januar 2022 | Fläche km² | Dichte Einw./km² | Code INSEE | Postleitzahl |
| ------------------------ | ------------------------ | ---------- | ---------------- | ---------- | ------------ |
| Gometz-le-Châtel         | 2.635                    | 5,05       | 522              | 91275      | 91940        |
| Les Ulis                 | 25.633                   | 5,18       | 4.948            | 91692      | 91940        |
| Marcoussis               | 8.597                    | 16,80      | 512              | 91363      | 91460        |
| Nozay                    | 4.465                    | 7,34       | 608              | 91458      | 91620        |
| Saint-Jean-de-Beauregard | 471                      | 3,97       | 119              | 91560      | 91940        |
| Villebon-sur-Yvette      | 10.353                   | 7,41       | 1.397            | 91661      | 91140        |
| Villejust                | 2.502                    | 5,36       | 467              | 91666      | 91140        |
| Kanton Les Ulis          | 54.656                   | 51,11      | 1.069            | 9118       | –            |

Bis zur Neuordnung bestand der Kanton Les Ulis aus der Gemeinde Les Ulis. Sein Zuschnitt entsprach einer Fläche von 5,18 km2.

## Bevölkerungsentwicklung
| 1990  | 1999  | 2006  |
| ----- | ----- | ----- |
| 27197 | 25785 | 24962 |